# Będkowo
Będkowo est une localité polonaise de la gmina et du powiat de Trzebnica en voïvodie de Basse-Silésie.
En 2021, la localité compte 181 habitants.